# A Postcard from California
A Postcard from California es el álbum debut en solitario de Al Jardine. Para el álbum, Jardine reclutó varios íconos de la música, incluyendo a sus excompañeros de banda de The Beach Boys. El álbum también contiene varias canciones inéditas de The Beach Boys, incluyendo "Don't Fight the Sea" y "Lookin' Down the Coast".
Jardine agregó "Waves of Love" como una de las pistas extra en su reedición del álbum en 2012. Intencionalmente o no, las versiones digital y en CD de la reedición de 2012 contenían versiones completamente diferentes de la canción. El CD incluía un estilo más relajado,  versión de sonido en vivo que suena con la voz de Carl Wilson enterrada entre otras voces, mientras que la versión digital contenía una versión mucho más "producida" y poderosa en un tono diferente y con el liderazgo de Carl resaltado. Hay una tercera versión de "Waves of Love" en la versión japonesa.
En 2011 se editó en sencillo "Don't Fight the Sea" con una versión a capela de "Friends" de The Beach Boys, en el lado B.

## Lista de canciones
1. "A Postcard from California" (Al Jardine) – 4:59
  - Con Glen Campbell en voz[4]
2. "California Feelin'" (Brian Wilson y Stephen Kalinich) – 2:03
3. "Lookin' Down the Coast" (Jardine) – 3:45
4. "Don't Fight the Sea" (Jardine y  Terry Jacks) – 3:23
  - Con Carl Wilson, Brian Wilson, Mike Love y Bruce Johnston en voz[2]
5. "Tidepool Interlude" (Kalinich) – 1:38
  - Con palabra hablada por Alec Baldwin[4]
6. "Campfire Scene" (Jardine) – 0:44
  - Con Neil Young en voz[2]
7. "California Saga: California" (Jardine) – 2:52
  - Con Neil Young, David Crosby y Stephen Stills en voz[2]
8. "Help Me, Rhonda" (Wilson and Mike Love) – 3:47
  - Con Steve Miller en voz[4]
9. "San Simeon" (Jardine) – 2:48
  - Con America en voz[4]
10. "Drivin'" (Jardine, Stevie Heger y Scott Slaughter) – 3:12
  - Con Brian Wilson en voz y David Marks en guitarra
11. "Honkin' Down the Highway" (Wilson) – 2:33
  - Con Brian Wilson en voz
12. "California Dreamin'" (John Phillips y Michelle Phillips) – 2:50
13. "And I Always Will" (Jardine) – 4:23

- Bonus-tracks de la reedición 2012:

1. "Waves of Love" (Jardine y Larry Dvoskin) – 3:51
  - Con Carl Wilson en voz
2. "Sloop John B (A Pirate's Tale)" (Trad. arr. por Jardine) – 4:03

- Bonus-tracks de la reedición japonesa de 2012:

1. "Waves of Love" (versión alterna) (Jardine y Larry Dvoskin) – 3:51
  - Con Carl Wilson en voz
2. "Eternal Ballad" (Jardine)

## Créditos
- Al Jardine – banjo, bajo, guitarra, teclados, y voz principal

Músicos
- Ella Bacon – viola
- Alec Baldwin – palabra hablada
- Flea – bajo
- Peter Basil – cajón peruano
- Gerry Beckley – voces de fondo
- Marandi Bostetter – violín
- Norton Buffalo – armónica
- Dewey Bunnell – voces de fondo
- Glen Campbell – voces de fondo
- Richie Cannata – saxofón
- Ed Carter – bajo y guitarra
- David Crosby – voces de fondo
- Sally Dworsky – voces de fondo
- Bobby Figueroa – batería
- Priscilla Fisher – violín
- Probyn Gregory – cuerno francés
- Stevie Heger – cencerro, batería, percusión y voces de fondo
- Adam Jardine – voces de fondo
- Drew Jardine – banjo de cinco cuerdas
- Mary Ann Jardine – voces de fondo
- Matt Jardine – aplausos y voces de fondo
- Bruce Johnston – voces de fondo
- Dan Knutson – guitarra
- Mike Kowalski – batería
- Michael Lent – guitarra, mandolina y voces de fondo
- Paul Logan – bajo y voces de fondo
- Mike Love – voces de fondo
- Gary Mallaber – batería
- David Marks – guitarra
- Scott Mathews – guitarra y voces de fondo
- Mike Meros – teclados
- Steve Miller – guitarra y voces de fondo
- Steve Robertson – percusión
- Scott Slaughter – Bell Tree (campanario), guitarra, teclados, órgano, percusión y piano
- John Stamos – Bongos
- Stephen Stills – voces de fondo
- Brian Wilson – voces de fondo
- Carl Wilson – voces de fondo
- Neil Young – voces de fondo